# 南川盆距兰
南川盆距兰（学名：Gastrochilus nanchuanensis），为兰科盆距兰属下的一个植物种。